# Zbrodnia w Lesie Szpęgawskim

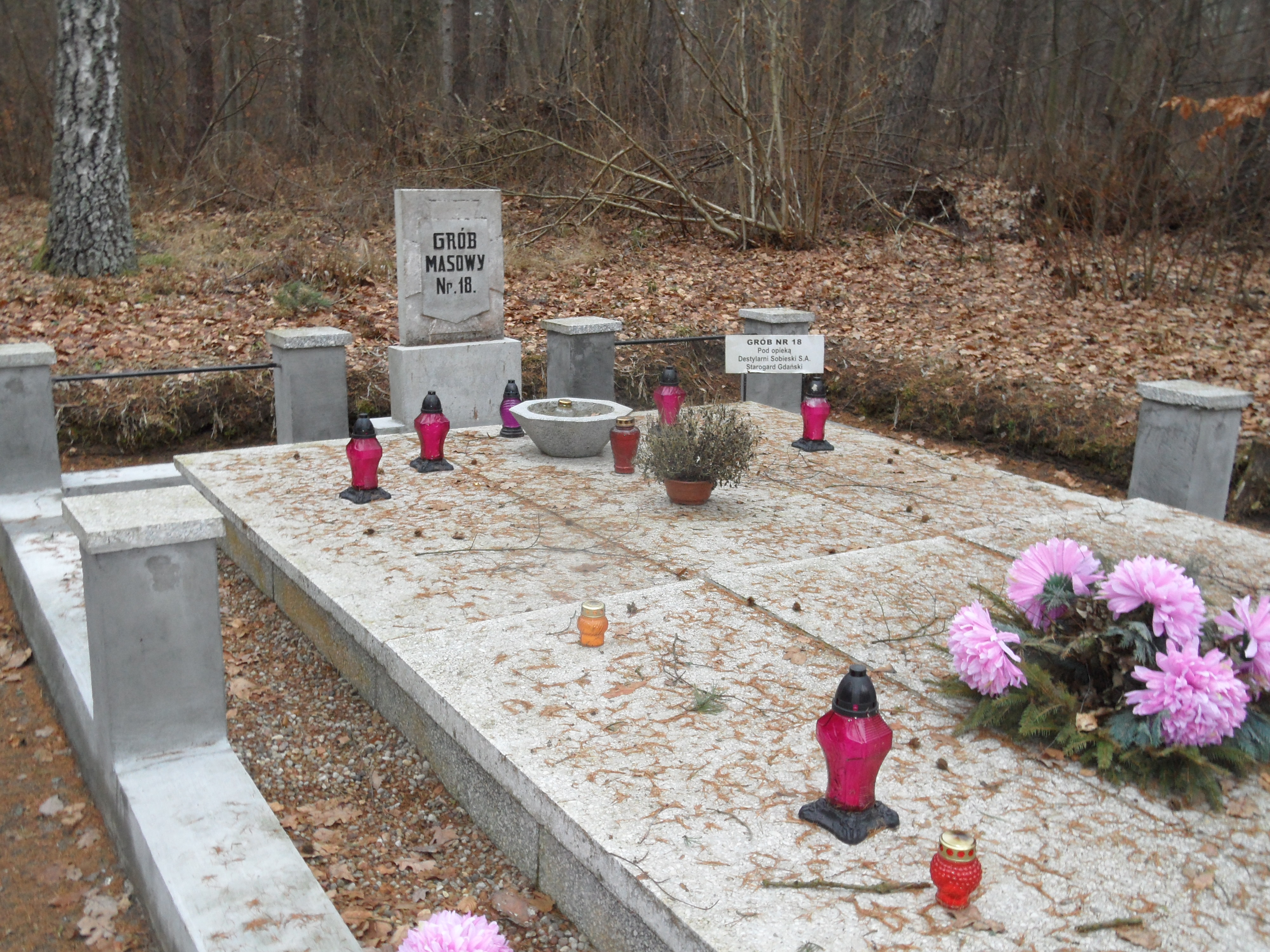
Masowy grób ofiar hitlerowców w lesie Szpęgawskim

Zbrodnia w Lesie Szpęgawskim – seria zbiorowych egzekucji przeprowadzonych przez okupantów niemieckich w Lesie Szpęgawskim w pobliżu Starogardu Gdańskiego. Oblicza się, iż między wrześniem 1939 r. a styczniem 1940 r. zamordowano tam od 5000 do 7000 osób – przede wszystkim przedstawicieli polskiej inteligencji z Kociewia, Kaszub i innych regionów Pomorza oraz pacjentów szpitala psychiatrycznego w Kocborowie. Obok nich w Lesie Szpęgawskim ginęli również Niemcy – przeciwnicy nazizmu.

## Przejęcie władzy przez Selbstschutz
Starogard Gdański został zajęty przez oddziały Wehrmachtu już 2 września 1939 r. W mieście i jego okolicach natychmiast uaktywnili się członkowie miejscowego Selbstschutzu – paramilitarnej formacji złożonej z przedstawicieli niemieckiej mniejszości narodowej, zamieszkującej przedwojenne terytorium Rzeczypospolitej. Niemal natychmiast rozpoczęły się masowe aresztowania, których ofiarą padali przede wszystkim przedstawiciele polskiej elity politycznej i intelektualnej z ziemi kociewskiej, lecz również osoby do których członkowie Selbstschutzu żywili po prostu osobiste urazy bądź pretensje. Według zeznań świadków liczba aresztowanych wynosiła nierzadko 30-50 dziennie. Starogardzkie więzienie zostało zapełnione do tego stopnia, iż Niemcy musieli już na początku września zorganizować prowizoryczny obóz dla internowanych w pobliskim Skórczu. Ponadto 12 września zamieniono na więzienie starogardzką Basztę Gdańską, a 19 września – tamtejszą synagogę.
W powstałej na skutek wybuchu wojny próżni prawnej powstał w Starogardzie jeszcze przed połową września tzw. Volksgericht (sąd ludowy), który funkcjonował do końca listopada. Ów „sąd” – złożony z około piętnastu volksdeutschów pod przewodnictwem landrata Erwina Johsta – bez jakichkolwiek podstaw prawnych decydował o losie uwięzionych. Zdarzało się również, że naczelnik więzienia uzależniał dalszy los aresztanta od jednoosobowej decyzji przywódcy starogardzkiego Selbstschutzu – Paula Drewsa. Doszło do pierwszych morderstw. Już 13 września Selbstschutz rozstrzelał w Lesie Szpęgawskim dziesięciu młodych Polaków, których aresztowano w Starogardzie podczas obławy przeprowadzonej na ulicy Gdańskiej. Szybko wymordowani zostali starogardzcy Żydzi. Dwudziestu pięciu z nich zginęło 19 września, po tym jak wezwano ich do magistratu pod pozorem konieczności omówienia spraw związanych z obroną przeciwlotniczą miasta. Po zapadnięciu zmroku przybyłych Żydów przeprowadzono do pobliskiej synagogi i tam bestialsko pobito, a następnie zastrzelono. Ciała pomordowanych zakopano w Lesie Szpęgawskim. Siedmiu innych starogardzkich Żydów zamordowano z kolei w październiku. Pod Starogardem Gdańskim dokonano też we wrześniu egzekucji siedmiu mężczyzn przywiezionych z więzień w Skarszewach i Skórczu. Jednym z nich był dyrektor oddziału PKO w Starogardzie. Wreszcie, 23 września niemiecka żandarmeria rozstrzelała dwóch Polaków – rzekomo wrogo nastawionych do Niemców. Obaj zginęli na skutek donosu volksdeutscha, który twierdził, iż mężczyźni byli autorami fałszywego raportu skierowanego przeciw niemu. Łącznie, we wrześniu 1939 r. zamordowano w Starogardzie Gdańskim i jego okolicach około 150 obywateli polskich.
Owe zbrodnie stanowiły jedynie preludium zakrojonej na szeroką skalę akcji eksterminacyjnej, którą Niemcy rozpoczęli jesienią 1939 r. na terenach całego okupowanego Pomorza. Jej ofiarą padli w pierwszej kolejności przedstawiciele polskiej inteligencji, którą naziści obarczali winą za politykę polonizacyjną prowadzoną na ziemiach zachodnich w okresie międzywojennym oraz traktowali jako najpoważniejszą przeszkodę na drodze do szybkiego i całkowitego zniemczenia tych terenów. Kierując się przygotowanymi jeszcze przed wojną listami proskrypcyjnymi Niemcy aresztowali tysiące polskich księży katolickich, nauczycieli, lekarzy, dentystów, weterynarzy, oficerów w stanie spoczynku, urzędników, kupców, posiadaczy ziemskich, prawników, pisarzy, dziennikarzy, pracowników służb mundurowych, jak również członków organizacji i stowarzyszeń krzewiących polskość – przede wszystkim Polskiego Związku Zachodniego, Ligi Morskiej i Kolonialnej, Kurkowego Bractwa Strzeleckiego, Towarzystwa Powstańców i Wojaków, Związku Strzeleckiego „Strzelec” oraz Polskiego Towarzystwa Gimnastycznego „Sokół”.
Wielu spośród uwięzionych skierowano do obozów koncentracyjnych bądź wysiedlono do Generalnego Gubernatorstwa. Dziesiątki tysięcy zamordowano jednak na miejscu. Między październikiem 1939 r. a kwietniem 1940 r. w ramach tzw. Intelligenzaktion Niemcy zamordowali na Pomorzu ok. 30-40 tys. Polaków. Jednym z głównych miejsc kaźni stał się Las Szpęgawski.

## Egzekucje w Lesie Szpęgawskim
Położony siedem kilometrów na północny wschód od Starogardu Las Szpęgawski stanowi olbrzymi kompleks boru sosnowego o długości przeszło dziesięciu i szerokości siedmiu kilometrów. Las (który w 1939 r. stanowił własność niemieckiego ziemianina von Paleske), a w szczególności enklawa powyrębowa z 1938 r. (posiadająca stosunkowo piaszczysty i łatwy do kopania grunt) został wybrany przez okupanta jako miejsce masowych egzekucji. Za takim wyborem przemawiało odludne położenie (las był pozbawiony osad ludzkich) i dogodny dojazd ze Starogardu oraz pobliskiego Tczewa. Wprawdzie las od strony południowo-wschodniej przecinała dwutorowa linia kolejowa Starogard – Tczew, ale w jego pobliżu nie funkcjonował żaden przystanek, a jakąkolwiek obserwację z okien pociągu uniemożliwiały gęsto rosnące drzewa.
Już 16 września 1939 r. okupanci przystąpili do kopania masowych grobów i odkrzewiania terenu. Pracę tę wykonywało pod nadzorem Niemców trzydziestu dwóch spędzonych ze Starogardu Polaków. Pracowali oni bez przerwy do 18 listopada, początkowo po osiem godzin, pod koniec października po dziewięć. W połowie listopada, kiedy dzień był najkrótszy, robotnicy musieli pracować aż do nocy. Miejsce egzekucji zostało otoczone posterunkami policji i Selbstschutzu, a miejscowej ludności zabroniono pod karą śmierci wchodzenia na teren lasu.
Do pierwszego masowego mordu w Lesie Szpęgawskim doszło 22 września 1939 r. Tego dnia zamordowano tam 88 pacjentów szpitala psychiatrycznego w Kocborowie. Niektórych ciężko chorych pielęgniarze usypiali w samochodach zastrzykami z morfiny, a następnie wrzucali do wcześniej przygotowanych grobów. Z kolei ofiary przywiezione do lasu zazwyczaj same musiały kopać sobie groby – jedynie pacjentów w ciężkim stanie wyłączono z tej pracy. Zazwyczaj chorych zabijano strzałami w tył głowy. Podczas procesu Kurta Eimanna, który toczył się w Hamburgu w 1968 r. zastępca dowódcy gdańskiej SS Georg Ebrecht zeznał jednak, że SS-mani, aby zaoszczędzić amunicję, część chorych zatłukli na śmierć kolbami karabinów.
Likwidacja chorych, dokonywana przez nazistów w ramach słynnej Akcji T4, prowadzona była w Lesie Szpęgawskim do końca stycznia 1940 r. W około piętnastu zbiorowych egzekucjach zamordowano tam 1692 chorych (854 mężczyzn i 838 kobiet). W gronie ofiar znajdowali się nie tylko pacjenci szpitala w Kocborowie, lecz również ponad 300 pacjentów szpitala psychiatrycznego w Świeciu oraz kilkanaścioro upośledzonych psychicznie dzieci z filii kocborowskiego szpitala, która mieściła się w Gniewie. Wśród ofiar znajdowali się również cudzoziemcy, gdyż zakład psychiatryczny w Kocborowie był jednym z największych w Polsce i przy tym znanym w Europie ze stosunkowo nowoczesnych metod leczenia. Mordowano personel szpitalny – zginęli m.in. zastępca dyrektora szpitala w Kocborowie dr Józef Kopicz oraz inspektor szpitala Franciszek Dunajski.
Las Szpęgawski stał się również miejscem straceń przedstawicieli polskiej inteligencji oraz działaczy społecznych i politycznych z Pomorza – przede wszystkim z terenów powiatów: starogardzkiego, tczewskiego i gniewskiego. W Lesie Szpęgawskim zamordowano wielu polskich księży katolickich – między innymi wszystkich (z wyjątkiem jednego) księży z powiatu starogardzkiego, 30 księży z chełmińskiej kurii biskupiej oraz 5 duchownych z Pelplina (członków kapituły diecezji chełmińskiej oraz profesorów pelplińskiego seminarium duchownego i słynnego Collegium Marianum).
W lesie znalazły również śmierć dziesiątki nauczycieli, rolników, kupców, rzemieślników, urzędników, członków Polskiego Związku Zachodniego. Znane są szczegóły na temat przebiegu kilku egzekucji:
- 16 października 1939 r. rozstrzelano w Lesie Szpęgawskim 30 księży przywiezionych z więzienia w Starogardzie oraz 17 księży z powiatu tczewskiego[17];
- 20 października 1939 r. rozstrzelano w Lesie Szpęgawskim 54 nauczycieli z powiatu starogardzkiego oraz 44 mieszkańców Pelplina[18];
- Podczas dwóch egzekucji w październiku i listopadzie 1939 r. niemiecka policja bezpieczeństwa rozstrzelała w Lesie Szpęgawskim 25 rolników i działaczy polonijnych z Janowa pod Gniewem, którzy podczas plebiscytu w 1920 r. opowiedzieli się za Polską[16];
- 4 listopada zamordowano w Lesie Szpęgawskim około 25 Polaków z Tczewa oraz 12 innych więźniów pochodzących ze Starogardu i okolicznych wsi[3];
- 10 listopada rozstrzelano 22 osoby aresztowane w październiku w Starogardzie Gdańskim i na terenie powiatu starogardzkiego – m.in. inspektora szkolnego oraz miejscowego przewodniczącego Polskiego Związku Zachodniego[19];
- 20 listopada zamordowano w Lesie Szpęgawskim kolejnych 20 więźniów, pochodzących z powiatu starogardzkiego[3];
- 23 listopada rozstrzelano transport około 50 internowanych z aresztu w Ryjewie (ofiary pochodziły głównie z Opalenia)[3].

To tylko niektóre z licznych egzekucji, które przeprowadzano w Lesie Szpęgawskim w okresie między wrześniem 1939 r., a styczniem 1940 r. Dla przykładu, w listopadzie miały miejsce liczne egzekucje mieszkańców Tczewa (zginął m.in. burmistrz Karol Hempel). W grudniu rozstrzelano 44 mieszkańców Gniewu oraz ponad 40 nauczycieli z różnych miejscowości. W styczniu 1940 r. zamordowano kolejnych 33 mieszkańców Tczewa, w tym trzech policjantów, kilku kupców i kilku urzędników. Rozstrzelano także wielu mieszkańców powiatu tczewskiego. Wśród ofiar egzekucji byli również Niemcy. W Lesie Szpęgawskim zamordowano m.in. księdza Kasimira Schliepa, wikariusza z Lubichowa, i proboszcza z Bobowa – księdza Josefa Kuchenbeckera.
Skazanych na śmierć wywożono na miejsce egzekucji w największej tajemnicy. Transporty ze Starogardu Gdańskiego wyruszały do lasu zazwyczaj o zmierzchu, rzadziej w dzień, a czasami nawet w nocy. Aresztantów przewożono samochodami ciężarowymi lub autobusami z zamalowanymi na czarno szybami. Ostatnią drogę odbywali zazwyczaj bocznymi ulicami, a w Lesie Szpęgawskim – bocznymi drogami. Z sądowo-lekarskich oględzin ciał ofiar zbrodni, które przeprowadzono po wojnie w Zakładzie Medycyny Sądowej Akademii Medycznej w Gdańsku, wynika, że kaci strzelali do klęczących lub leżących ludzi od tyłu, tak aby zabici upadali twarzą do grobu. Rannych dobijano uderzeniami kolb karabinowych lub grzebano w grobie bez dobijania. Ciała często grzebano niestarannie – jeszcze wczesną wiosną 1940 roku z kilku mogił wystawały nogi ludzkie. Kaci często znajdowali się pod wpływem alkoholu. Paul Drews mówił później, że mordowani często zachowywali tak godną postawę, że trzeba było to podziwiać. Niektórzy żegnali się z życiem słowami Jeszcze Polska nie zginęła...
Łącznie w Lesie Szpęgawskim rozstrzelano prawdopodobnie od 5000 do 7000 osób. Szpęgawsk jest obok Piaśnicy i Mniszka pod Świeciem największym cmentarzem ofiar hitlerowskiego ludobójstwa na Pomorzu.

## Kaci
Głównymi sprawcami zbrodni w Lesie Szpęgawskim byli bez wątpienia członkowie starogardzkiego Selbstschutzu, na którego czele stał 31-letni Paul Drews – SS-Unterscharführer, a z zawodu ślusarz-elektromonter. W przeprowadzaniu masowych egzekucji wspierał ich ponadto oddział dwunastu członków SS-Heimwehr Danzig, który w dniach od 3 września do około 27 listopada 1939 przebywał w więzieniu sądowym w Starogardzie i jest odpowiedzialny za likwidację jego aresztantów. SS-manami, obywatelami Wolnego Miasta Gdańska, dowodził SS-Obersturmführer Wilhelm Fast.
Eksterminacji psychicznie chorych w głównej mierze dokonała natomiast specjalna jednostka Wachsturmbann „Eimann” (od nazwiska dowódcy, Kurta Eimanna) sformowana na bazie gdańskiego 36. pułku SS. Ta sama formacja odegrała również kluczową rolę podczas akcji eksterminacyjnej w Piaśnicy. Pododdziałem Wachsturmbann „Eimann”, który mordował pacjentów Kocborowa dowodził SS-Obersturmführer Karl Braunschweig.
Dokonywane przez Selbstschutz „nielegalne rozstrzeliwania” wywołały protesty wśród wielu Niemców. Prokurator Reinecke i sędzia Schelle interweniowali nawet u gauleitera Forstera w Gdańsku, a nawet w Berlinie, jednak bezskutecznie.

## Próby zatarcia śladów zbrodni
Wiosną 1940 roku grupa młodzieży polskiej z okolicznych wsi, pod nadzorem leśnika – Niemca, zasadziła drzewa na miejscu zbrodni.
W drugiej połowie 1944 r., w związku ze zbliżaniem się Armii Czerwonej, Niemcy przystąpili do zacierania śladów zbrodni. Zadanie to powierzono specjalnemu oddziałowi, złożonemu z SS-manów pochodzących z okupowanych terenów ZSRR. Do pomocy mieli oni grupę więźniów, którzy odszukiwali i rozkopywali groby. Zwłoki pomordowanych palono na stosach. Chcąc przyspieszyć prace Niemcy wykorzystywali jeszcze do palenia zwłok dwa piece. Spalone szczątki ludzkie ponownie wsypywano do grobów, obsypywano wapnem i zakrywano ziemią. Na niwelowanym terenie ponownie zasadzono drzewa. Przypuszcza się, że część ciał pomordowanych wywożono również samochodami poza teren zbrodni. Cała akcja trwała, według zeznań świadków, od 26 października do 20 grudnia 1944 r.
Robotnicy kwaterowali w baraku, postawionym w pobliżu miejsca kaźni. W celu uniemożliwienia im ucieczki zakuto ich w kajdany, a po zakończeniu akcji – zamordowano.

## Po wojnie
Po zakończeniu działań wojennych zorganizowano w Starogardzie Komisję Ekshumacyjną, która w latach 1945–1947 dokonała szeregu ekshumacji w miejscu zbrodni. Odkryto 32 masowe mogiły różnej wielkości, które mogły pomieścić od 250 do 450 zwłok. Jedynie w grobie nr 1 (który Niemcy pominęli podczas akcji zacierania śladów zbrodni) udało się odnaleźć zachowane ciała. Nie jest wykluczone, iż w Lesie Szpęgawskim mogą znajdować się jeszcze inne, wciąż nie odnalezione groby.
Odnalezione ciała lub urny z prochami pomordowanych chowano na cmentarzu w Starogardzie, położonym przy szosie chojnickiej. Już w 1945 r. postawiono tam pomnik ku czci 84 zamordowanych obywateli Starogardu, których nazwiska zdołano natenczas ustalić. W marcu 1950 r. przy Zarządzie Oddziału Powiatowego ZBoWiD w Starogardzie zawiązał się natomiast społeczny Komitet Opieki nad Grobami w Lesie Szpęgawskim, który przystąpił do ostatecznego ustalenia, utrwalenia i oznakowania grobów oraz ustalenia nazwisk osób pomordowanych. 24 kwietnia 1954 r. w lesie odsłonięto pomnik ku czci pomordowanych tam ofiar nazizmu. Uroczystość zgromadziła liczne rzesze mieszkańców Kociewia. Przy szosie ustawiono natomiast pamiątkowy głaz. Przy niektórych grobach ustawiono krzyże i tablice.
Odpowiedzialność karną za zbrodnie popełnione m.in. w Lesie Szpęgawskim poniósł Albert Forster, gauleiter NSDAP i namiestnik Trzeciej Rzeszy w Okręgu Gdańsk – Prusy Zachodnie, którego Najwyższy Trybunał Narodowy w Gdańsku skazał w 1948 r. za zbrodnie popełnione w latach 1939-1945 na karę śmierci. Wyrok wykonano 28 lutego 1952 r. w więzieniu mokotowskim. Richard Hildebrandt, w latach 1939-1943 dowódca SS i Policji w okręgu Gdańsk-Prusy Zachodnie, został przez sąd polski w Bydgoszczy skazany na karę śmierci. Wyrok wykonano 10 marca 1951 r.
Członkowie Selbstschutzu, Jan Szweda z Miłobądza i Weizner z Widlic, mocą wyroku sądowego zostali straceni w Tczewie przez powieszenie. 6 września 1947 r. został ekstradowany ze strefy sowieckiej Artur Marter, burmistrz Starogardu. Wyrokiem sądu okręgowego został skazany na trzy lata więzienia. Zmarł w więzieniu w Sztumie 19 września 1949 r.
W 1964 r. prokuratura w Karlsruhe umorzyła („z braku dowodów winy”) postępowanie karne prowadzone przeciwko Wilhelmowi Fastowi. Również landrat powiatu starogardzkiego Erwin Johst nigdy nie stanął przed sądem.
W 1968 r. w Hanowerze toczył się proces Kurta Eimanna (dowódcy Wachsturmbann „Eimann”), oskarżonego o udział w eksterminacji psychicznie chorych na Pomorzu. Eimann przyznał się do zamordowania w Piaśnicy 1200 pacjentów niemieckich szpitali psychiatrycznych. Został uznany winnym i skazany na cztery lata więzienia, z których odsiedział zaledwie dwa. SS-Oberführer Georg Ebrecht został w tym samym procesie skazany na 3 lata więzienia, lecz zaliczono mu w poczet kary internowanie po 1945 r. i uznano karę za odbytą.